# Helianthus heterophyllus
Helianthus heterophyllus — вид квіткових рослин з родини айстрових (Asteraceae).

## Біоморфологічна характеристика
Це багаторічник 50–120 см. Стебла прямі, зазвичай ворсисті. Листки переважно прикореневі; переважно протилежні; листкові ніжки 0–3 см (ширококрилі); листкові пластинки яйцеподібні xb ланцетні до лопатчатих, 6–28 × 1.2–4.3 см, абаксіальні (низ) поверхні ± ворсисті; краї цілі (часто закручені). Квіткових голів 1–3(5). Променеві квітки 12–18; пластинки 14–36 мм. Дискові квітки 100+; віночки 5.5–6.5 мм, частки червонуваті; пиляки пурпуруваті. Ципсели 4–5 мм, ± голі. 2n = 34. Цвітіння: пізнє літо — осінь.

## Умови зростання
США (Алабама, Флорида, Джорджія, Луїзіана, Міссісіпі, Північна Кароліна, Південна Кароліна, Техас). Населяє вологі піщані ґрунти; 0–50+ метрів.